# العلاقات البلغارية التوفالية
العلاقات البلغارية التوفالية هي العلاقات الثنائية التي تجمع بين بلغاريا وتوفالو.

## مقارنة بين البلدين
هذه مقارنة عامة ومرجعية للدولتين:
| وجه المقارنة                                              | بلغاريا                                                                             | توفالو                         |
| --------------------------------------------------------- | ----------------------------------------------------------------------------------- | ------------------------------ |
| المساحة (كم2)                                             | 110.99 ألف                                                                          | 26                             |
| عدد السكان (نسمة)                                         | 7.08 مليون                                                                          | 11.19 ألف                      |
| الكثافة السكانية (ن./كم²)                                 | 63.79                                                                               | 43.04 ألف                      |
| العاصمة                                                   | صوفيا                                                                               | فونافوتي                       |
| اللغة الرسمية                                             | اللغة البلغارية                                                                     | اللغة التوفالوية، لغة إنجليزية |
| العملة                                                    | ليف بلغاري                                                                          | دولار توفالو                   |
| الناتج المحلي الإجمالي (بليون دولار)                      | 56.83 مليار                                                                         | 39.73 مليون                    |
| الناتج المحلي الإجمالي (تعادل القوة الشرائية) بليون دولار | 130.99 مليار                                                                        | 38.93 مليون                    |
| الناتج المحلي الإجمالي الاسمي للفرد دولار أمريكي          | 8.03 ألف                                                                            | 3.29 ألف                       |
| الناتج المحلي الإجمالي للفرد دولار أمريكي                 | 17.21 ألف                                                                           | 3.77 ألف                       |
| مؤشر التنمية البشرية                                      | 0.782                                                                               |                                |
| رمز المكالمات الدولي                                      | +359                                                                                | +688                           |
| رمز الإنترنت                                              | .bg، .бг ‏                                                                           | .tv                            |
| المنطقة الزمنية                                           | ت ع م+02:00، ت ع م+03:00، أوروبا/صوفيا ‏، توقيت شرق أوروبا، توقيت شرق أوروبا الصيفي ‏ | ت ع م+12:00                    |

## منظمات دولية مشتركة
يشترك البلدان في عضوية مجموعة من المنظمات الدولية، منها:
| علم المنظمة | اسم المنظمة                   | تاريخ انضمام بلغاريا | تاريخ انضمام توفالو |
| ----------- | ----------------------------- | -------------------- | ------------------- |
|             | الاتحاد الدولي للاتصالات      | 18 سبتمبر 1880       | 15 أغسطس 1996       |
|             | منظمة حظر الأسلحة الكيميائية  | ?                    | ?                   |
|             | يونسكو                        | 17 مايو 1956         | 21 أكتوبر 1991      |
|             | الأمم المتحدة                 | 14 ديسمبر 1955       | 5 سبتمبر 2000       |
|             | الاتحاد البريدي العالمي       | ?                    | ?                   |
|             | البنك الدولي للإنشاء والتعمير | 25 سبتمبر 1990       | 24 يونيو 2010       |

## وصلات خارجية
- موقع وزارة الخارجية البلغارية